# Manettia cordifolia
Manettia cordifolia là một loài thực vật có hoa trong họ Thiến thảo. Loài này được Mart. mô tả khoa học đầu tiên năm 1824.

## Hình ảnh

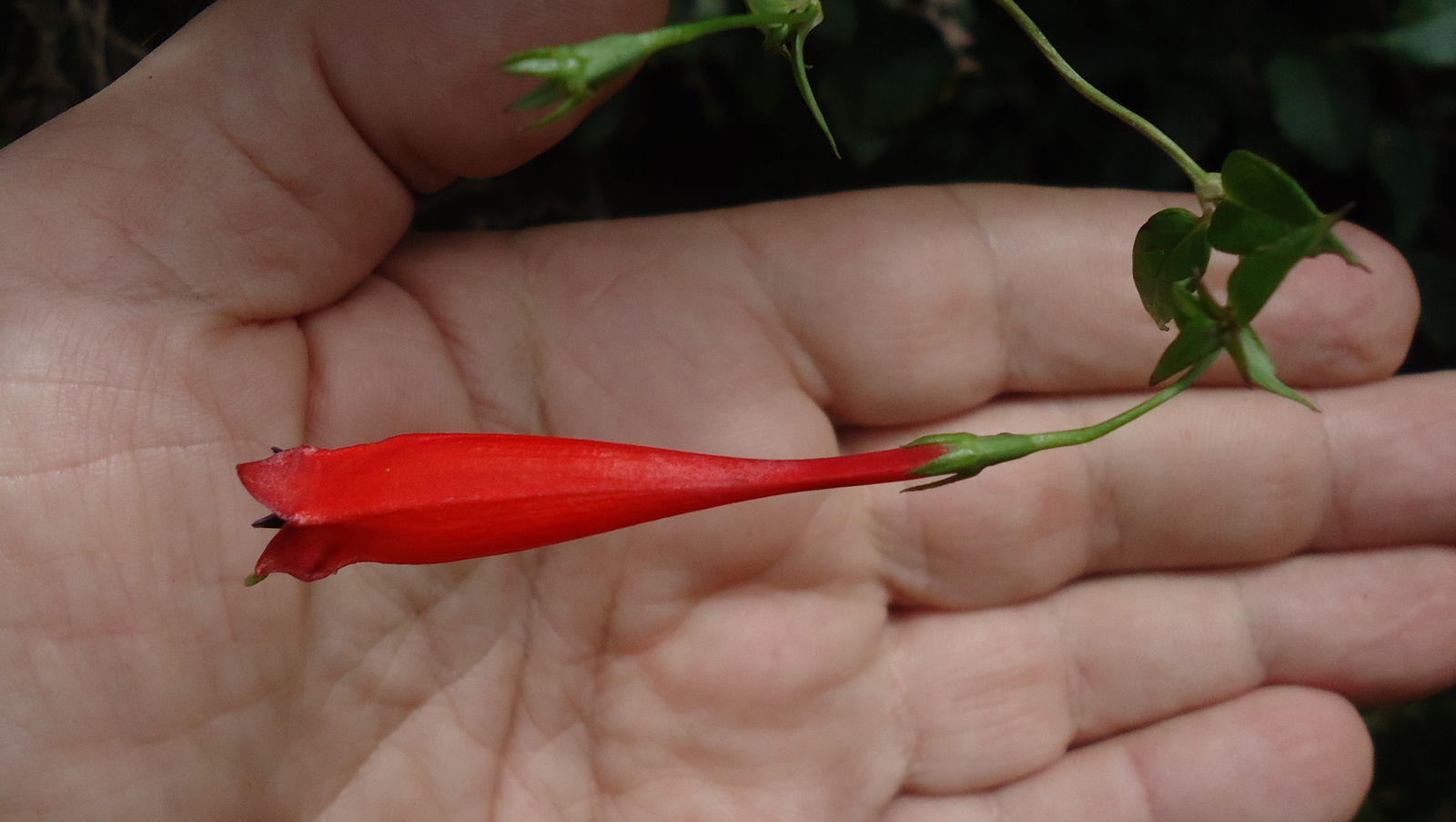
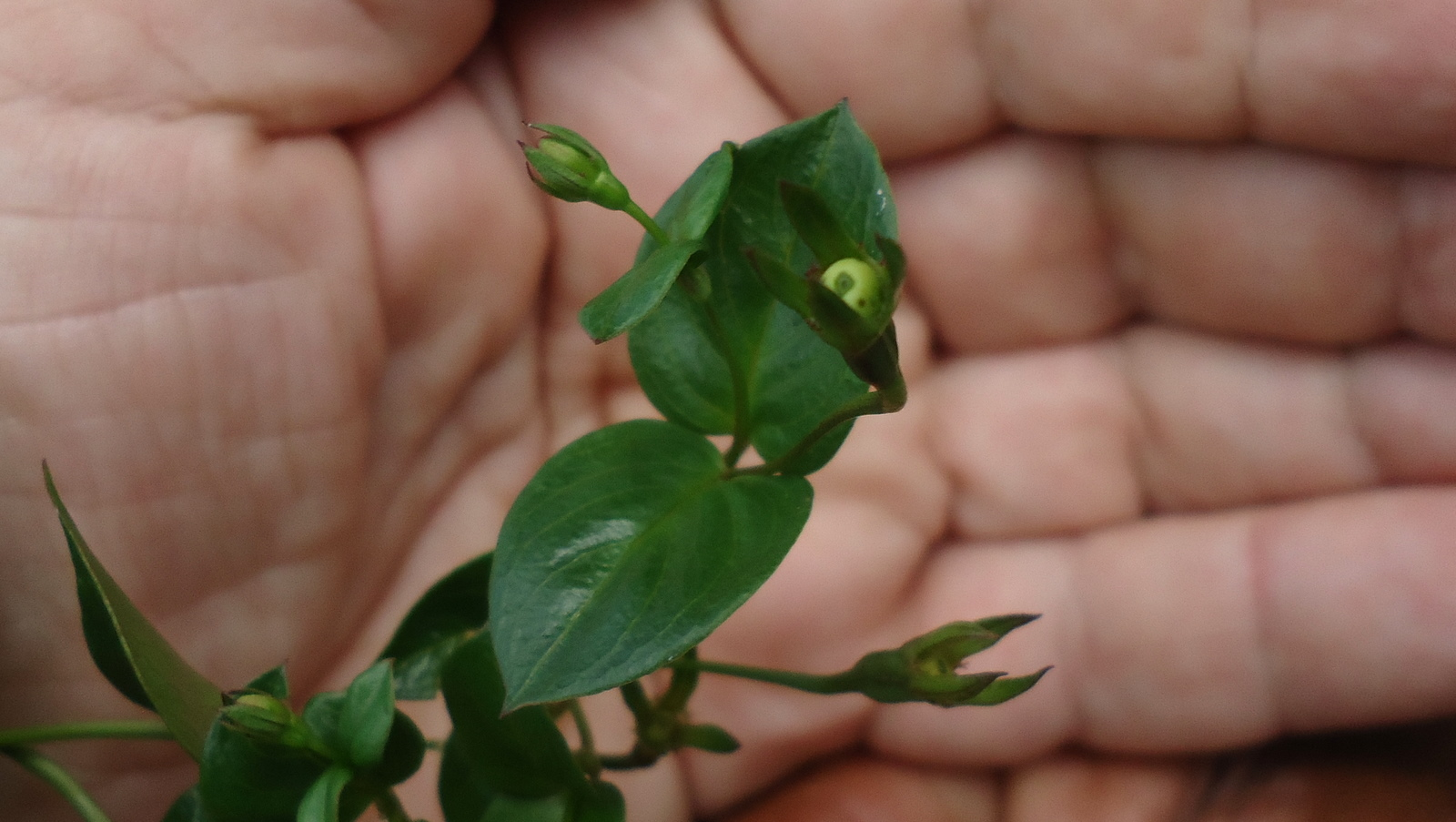
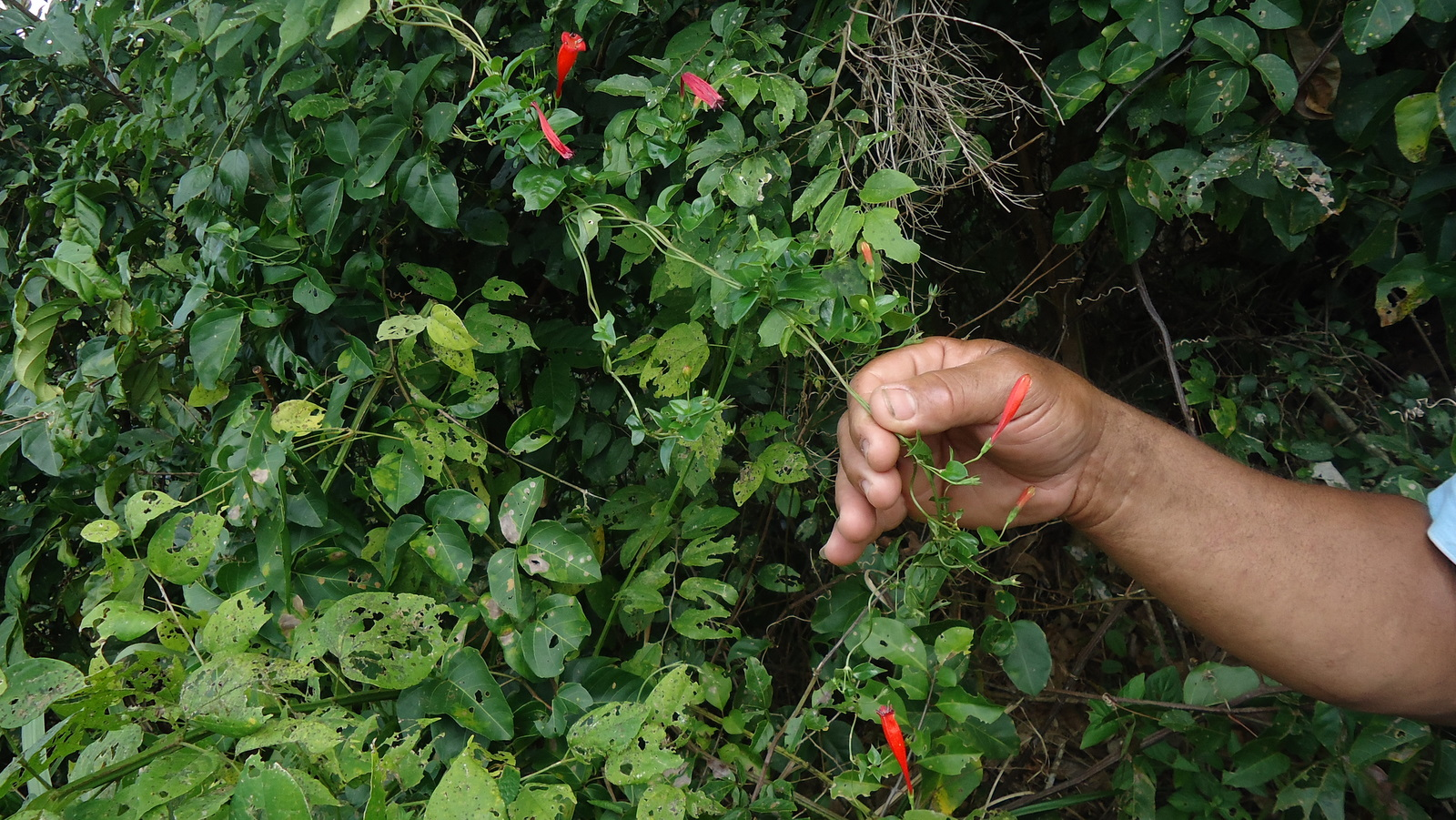
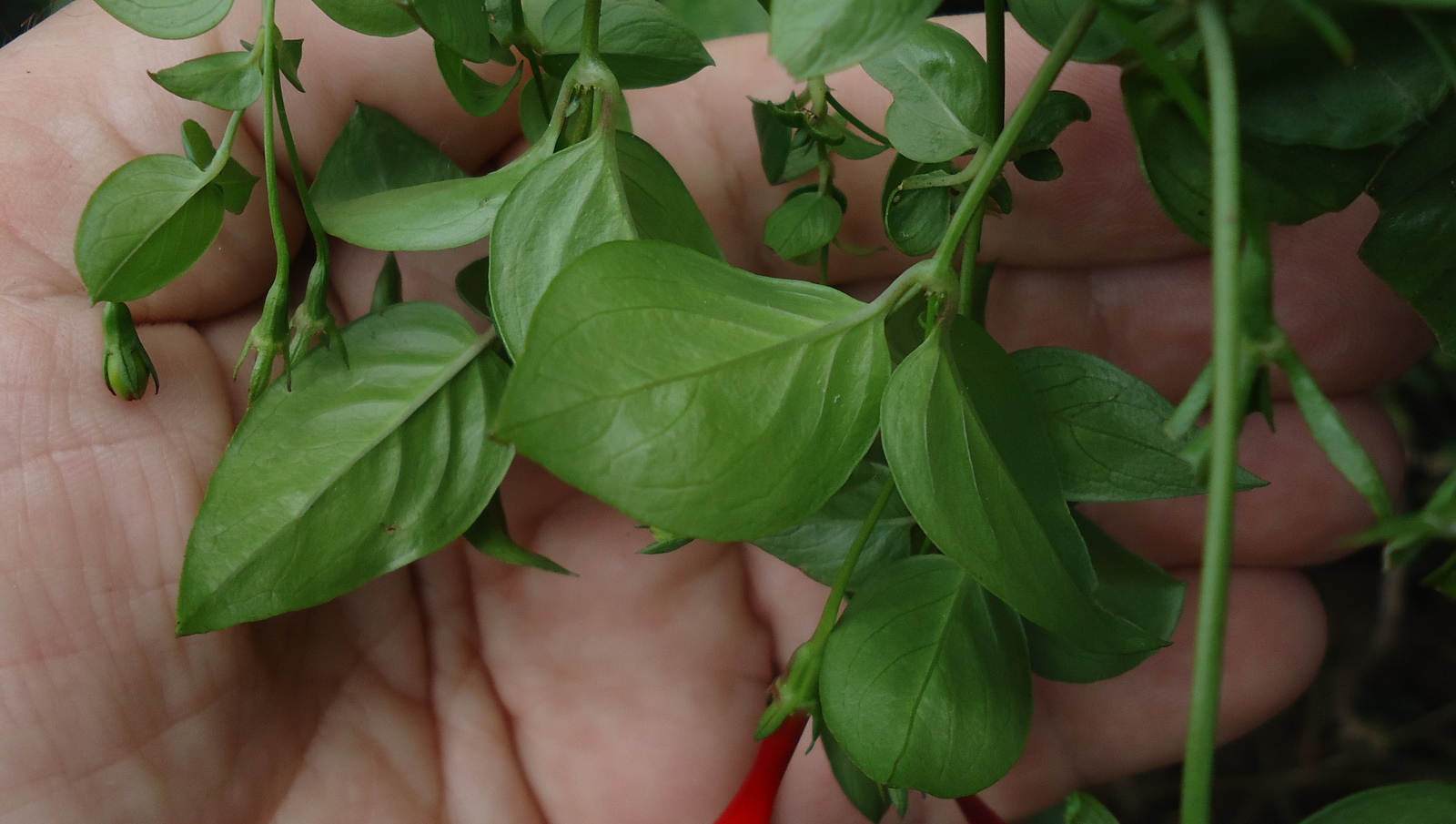